# Mútnik (Hnúšťa)
Mútnik je průmyslová osada města Hnúšťa, 3 km severně od centra, v údolí Rimavy. Leží u silnice II/531 a železniční trati Margecany – Červená Skala (železniční zastávka). Firma Gemerská nerudná spoločnosť, a. s. zde těží magnezit a mastek. Je tu důl na těžbu a závod na zpracování magnezitu, mastku a dolomitů.